# 44. вечити дерби у фудбалу
44. вечити дерби у фудбалу је фудбалска утакмица одиграна у Београду 15. јуна 1969. године, између Црвене звезде и Партизана. Утакмица се завршила резултатом 2 : 2 (1 : 0).